# Бенделебен
Бенделебен (нем. Bendeleben) — община в Германии, районный центр, расположен в земле Тюрингия. 
Входит в состав района Кифхойзер. Подчиняется управлению Киффхойзер.  Население составляет 698 человек (на 31 декабря 2010 года). Занимает площадь 22,42 км².